# Metatézis
A nyelvészetben a metatézis (< ógörög μετάθεσις metathészisz ’áthelyezés, felcserélés’) vagy hangátvetés terminus a hangváltozások egyikét nevezi meg. Beszédhang vagy hangok csoportja helyének a megváltoztatását jelenti. Olykor két ilyen szegmens helyet cserél egymással szó belsejében vagy két egymáshoz közel álló szóban.

## A nyelvtörténetben
A metatézis egyike azoknak a jelenségeknek, amelyek a szavak fejlődésével járnak. Egyéni változtatásként jelenik meg a kiejtés könnyítése céljából, és utólag elfogadhatja az adott nyelvet beszélők közössége, szentesítheti a közhasználat, majd a nyelv sztenderdje is rögzítheti.
Olyan hangváltozásról lehet szó, amely egy alapnyelvből egy másik nyelv vagy egész nyelvcsalád kifejlődésének folyamata közben történik.
Példa egész nyelvcsaládra kiterjedő metatézisnek a szláv nyelvek kifejlődésében található. Ez az [l] és az [r] mássalhangzókat érintette a protoszláv nyelv az ószlávra való fejlődése folyamatában, és mindegyik mai szláv nyelv megörökölte, egyes különbségekkel az utólagos fejlődésük során. Ezen mássalhangzók és a velük zárt szótagban levő [o] vagy [e] magánhangzók helyének felcseréléséről van szó, amely eredménye nyílt szótag keletkezése és az [o] [a]-ra való megnyílása lett. Például a protoszláv *olkomъ ’falánk’ szó az ószlávban lakomъ lett, majd a közép-délszláv diarendszer nyelveiben (bosnyák, horvát, montenegrói, szerb, röviden BHMSz) lakom, az orosz nyelvben лакомый (lakomij), a lengyelben lakomy, a csehben lakomý. Egy [or] kezdetű protoszláv szó, *ordlo ’ekevas’ fejlődése a következő: ószláv ralo > BHMSz ralo, orosz рало (ralo), lengyel radło, cseh rádlo. Példa az [er] csoporttal protoszláv *berza ’nyírfa’ > ószláv brěza > BHMSz breza, orosz берёза (berjoza), lengyel brzoza, cseh bříza.
Az újlatin nyelvek is örököltek olyan latin szavakat, amelyekben metatézis történt, például:
- (franciául) fromage ’túró, sajt’ < formaticum;[3]
- (olaszul) fiaba ’tanmese’ < fabula (ugyanakkor [l] > [j]);[3]
- (spanyolul) peligro ’veszély’ < periculum;[3]
- (románul) întreg ’egész’ < integrum.[9]

A germán nyelvekben egyes rokon szavak abban különböznek, hogy egyik-másik nyelvben metatézisen mentek át, másokban viszont nem, pl. protogermán *brennanan ’égni’ > német brennen, de angol burn.
Metatézis nélkül örökölt szavak vagy már kialakult nyelvben alkotott szavak is fejlődhettek tovább metatézissel.
Ilyen például az óangol brid ’madár’, amelyből a modern angolban bird lett.
A közép-délszláv nyelvek a proto-, majd az ószláv kъto ’ki’ szót kto alakban örökölték, majd a horvátban a tko alak került a sztenderdbe.
A magyar nyelvben létrejött hangutánzó pök ige mai sztenderd alakja köp, miközben a pök változat a népi nyelvi regiszterben maradt meg.
Metatézis, esetleg egyéb hangtani változásokkal együtt jövevényszavakban is történik beillesztésük folyamata során.
Például az ószláv nyelv a fentebb említett metatézist alkalmazta belekerült idegen szavakra is. Ilyen a ’király’-t jelentő szó, amely I. Károly frank császár latin nevéből származik: Carolus > ószláv kralь > BHMSz kralj, szlovén kralj, bolgár крал (kral), orosz король (korolj), lengyel król, cseh král. Valószínűleg egy déli szláv nyelvből ered a magyar megfelelője.
A magyar egyes szláv szavak átvétele után alkalmazott metatézist, például a valamelyik délszláv nyelvbeli kuhinja szó a ’konyha’ alakban lett magyar. Ilyen jelenség van latin szavak átvétele esetében is, pl. középkori latin episcopus > piskup ~ piskop, majd püspök.
A román nyelvben is vannak példák szláv szavak ilyen kezelésére, pl. ószláv poklonŭ > plocon ’ajándék’, bolgár краставица (krasztavica) > régebbi román crastavete > mai román castravete ’uborka’.
Orosz példa a мрамор (mramor) ’márvány’ szó, a latin marmor-ból.

## A mai nyelvben
A nyelvben párhuzamosan léteznek metatézises szavak nem sztenderd nyelvváltozatokban, például területiekben, a népi nyelvi regiszterben vagy egyéni nyelvhasználatban, metatézis nélküli változatukkal a sztenderd nyelvváltozatban. Példák:
- (franciául) aréoplane (egyéni) < aéroplane ’repülőgép’;[17]
- (románul) a se pitula ~ a se tupila ’(el)bújni’ (mindkettő népi), potrocală (egyéni) < portocală ’narancs’;[9]
- (angolul) aks (egyéni) < ask ’kérdezni’,[6] chabbits and rickens (egyéni) < rabbits and chickens ’nyulak és csirkék’;[18]
- (oroszul) ведмедь (vedmegy) (nyelvjárási) < медведь (medvegy) ’medve’, раболатория (rabolatorija) (egyéni) < лаборатория (laboratorija) ’laboratórium’.[4]

A magyarban van néhány esete morfofonológiai jellegű metatézisnek a sztenderd nyelvváltozatban. Ez a kehely, a pehely és a teher szavakhoz való bizonyos toldalékok hozzáadásakor történik: kelyhet, pelyhek, terhük stb.
A metatézis a transzmutáció típusú metaplazmusok közé tartozó hangalakzat is, olyan értelemben, hogy írók nem sztenderd metatézises szavakat használnak például azért, hogy népies vagy régies hangulatot keltsenek. Példák:
Jön az ebéd sorja, csörög tányér, kalán: / Ez a kis haragost megbékíti talán? (Arany János: Juliska elbujdosása) – a nyelvjárási kalán a köznyelvi kanál helyett;
három manus kipöködte a fogát (Weöres Sándor: Vásári népballada) – a régi pök igető a mai köp helyett.

## Metatézisnek alávetett szegmensek és helyük változásának jellege
Egyes esetekben szomszédos beszédhangok cserélnek helyet egymással. Lehet szó mássalhangzókról, például:
- BHMSz žlica ’kanál’ < ószláv lžica < protoszláv lьžica;[11]
- orosz Фрол (férfikeresztnév) < latin Floris.[4]

Helycsere történhet szomszédos mássalhangzó és magánhangzó között is:
- (franciául) fromage ’túró, sajt’< latin formaticum;[3]
- (románul) frumos ’szép’ < latin formosus;[8]
- (angolul) bird ’madár’ < óangol brid;[6]
- ószláv brěgъ ’vízpart’ < protoszláv *bergъ;[7]
- (oroszul) мрамор (mramor) ’márvány’ < latin marmor.[4]

Mássalhangzó kerülhet távolabbi helyre is, mint a szomszédos, helyet cserélhet vagy nem egy másik mássalhangzóval, és olykor meg is változik:
- (magyarul) pehely > pelyhek;[19]
- (olaszul) chioma ’sörény’ < *clŏma < latin cŏmŭla;[3]
- (spanyolul) milagro ’csoda’ < miraglo < latin miraculum;[3]
- (románul) întreg ’egész’ < latin integrum;[9]
- (oroszul) футляр ’doboz’ < német Futteral;[4]
- (BHMSz) gomila ’halom, tömeg’ < ószláv *mogyla.[11]

Teljes szótagokat is érinthet metatézis, amelyek felcserélődnek:
(románul) tupila ~ pitula ’(el)bújni’;
(oroszul) ведмедь (vedmegy) < медведь (medvegy) ’medve’.
Előfordul két különböző szó szegmenseinek a felcserélése is, pl. (angolul) rabbits and chickens ’nyulak és csirkék’ > chabbits and rickens. Ez nyelvbotlás jellegű metatézis, amely nem eredményez értelmes szavakat. Angolul a spoonerism terminust használják megnevezésére, William Archibald Spooner  (1844–1930) angol tiszteletes neve után, aki híres lett olyan metatézisek miatt, amelyek értelmes szavakat eredményeztek helyes szerkezetekben, és amelyekről nem tudni, hogy melyek voltak valóban nyelvbotlások és melyek szándékosak. A franciában az ilyenféle metatézist szójátékként gyakorolják contrepèterie néven. A magyarban ilyenszerű a kecskerím. Példák:
- (magyarul) Bármennyi embert ölök rakásra, / nem teszek szert egy öröklakásra. (Kosztolányi Dezső: Két kecskerím);[20]
- (franciául) un chant pour le porteur [œ̃ ʃɑ̃ puʁ lə pɔʁtœʁ] ’ének a hordárnak’ ~ un porc pour le chanteur [œ̃ pɔʁ puʁ lə ʃɑ̃tœʁ] ’disznó az énekesnek’;[21]
- (angolul) the key of my flat [ðə kiː əv maɪ flæt] ’a lakásom kulcsa’ ~ the flea of my cat [ðə fliː əv maɪ kæt] ’a macskám bolhája’.[22]